# Filkeháza
Filkeháza là một thị trấn thuộc hạt Borsod-Abaúj-Zemplén, Hungary. Thị trấn này có diện tích 4,41 km², dân số năm 2010 là 104 người, mật độ 24 người/km².